# Sunit Vaswani
Sunit Vaswani (* 10. Dezember 1980) ist ein ehemaliger englischer Snookerspieler, der in der Saison 2001/02 Profispieler war.

## Karriere
Der Bruder des Pokerspielers Ram Vaswani nahm seit 1997 an der UK Tour / Challenge Tour, ohne aber berauschende Erfolge zu erzielen. Sein erster großer Erfolg war die Teilnahme am Finale der English Amateur Championship 2001, wenngleich er dieses gegen Luke Fisher verlor. Anschließend erreichte er das Achtelfinale der Europameisterschaft. Über die Challenge Tour 2000/01 erhielt er kurz danach die Erlaubnis, während der Saison 2001/02 als Profispieler zu spielen. Die Saison verlief aber enttäuschend; stets verlor er in der Qualifikation. Auf der Weltrangliste war er am Saisonende nur auf Rang 111 platziert, sodass er seinen Profistatus direkt wieder verlor. Danach probierte er noch zwei Saisons lang sein Glück auf der Challenge Tour, ohne sich aber nochmal für die Profitour qualifizieren zu können. Mitte der 2000er-Jahre beendete er seine Karriere.

## Erfolge
| Ausgang         | Jahr | Turnier                              | Finalgegner   | Ergebnis |
| --------------- | ---- | ------------------------------------ | ------------- | -------- |
| Amateurturniere |      |                                      |               |          |
| Sieger          | 2001 | English Amateur Championship – South | Andrew Norman | 5:1      |
| Zweiter         | 2001 | English Amateur Championship         | Luke Fisher   | 4:8      |